# Matteo Rosso Orsini
Matteo Rosso Orsini (Rome, 1230 – Perugia, 4 september 1305) was een kardinaal van de Rooms-Katholieke Kerk.

## Biografie
Matteo was de zoon van Gentile Orsini en zijn vrouw Constanza. De Orsini familie was een invloedrijke adellijke familie uit Rome, die verschillende kerkelijke hoogwaardigheidsbekleders had voortgebracht. Hieronder bevonden zich de pausen Celestinus III (1191-1198) en Nicolaas III; laatstgenoemde was een oom van Matteo.
Na studies aan de universiteiten van Parijs en Bologna werd Matteo op 22 mei 1262 door paus Urbanus IV verheven tot kardinaal-diaken van Santa Maria in Portico. Matteo werd kort daarop aangesteld als pauselijk legaat voor de Marche en het Patrimonium Sancti Petri, een gebied rond Ravenna behorend tot de Kerkelijke Staat, om het te verdedigen tegen binnenvallende huurlingtroepen gestuurd door Manfred van Sicilië. Deze aanval kwam voort uit de excommunicatie van Manfred door paus Urbanus IV, die Manfreds kroning tot koning van Sicilië ongeldig had verklaard.
In 1277 werd Matteo door paus Nicolaas III aangesteld als aartspriester van de Sint-Pietersbasiliek. In 1279 volgde zijn benoeming tot kardinaalprotector van de orde van Franciscanen en Clarissen.
Tijdens zijn kardinaalschap nam Matteo deel aan 13 verschillende pausverkiezingen en conclaven. Tijdens de pausverkiezing van 1280-1281 in Viterbo, waarbij Martinus IV werd gekozen, werd Matteo samen met Giordano Orsini verwijderd van het terrein van het bisschoppelijk paleis en gevangengezet, omdat zij ervan verdacht werden de stemming onnodig te vertragen. Na de verkiezing verzoenden beide kardinalen zich met de nieuwe paus.
Vanaf 1287 was Matteo Orsini de kardinaal-protodiaken, de langstzittende kardinaal-diaken. Mede hierdoor werd Matteo tijdens het conclaaf van 1294 al in de eerste stemronde gekozen tot de nieuwe paus. Matteo bedankte echter voor de eer. In 1305 verliet Matteo het conclaaf doordat hij ziek werd.
Matteo Rosso Orsini overleed op 4 september 1305. Hij werd begraven in Perugia. Na negen jaar werd zijn lichaam opgegraven om bijgezet te worden in de familiekapel van de Orsini familie in de Sint-Pietersbasiliek. Op het moment van opgraven bleek het lichaam van de kardinaal nog volledig intact.
Matteo Rosso Orsini schreef diverse theologische werken en het boek “De auctoritate Ecclesiae”.
- Gemeinsame Normdatei: 119528096
- Virtual International Authority File: 54960117
- WorldCat: E39PBJvRWGqXYHBd3749DgFdwC